# Eesti otsib superstaari
Eesti otsib superstaari – estoński program typu talent show nadawany w telewizji TV3, produkowany na podstawie formatu Pop Idol na licencji brytyjskiej sieci telewizyjnej ITV. Premierowy odcinek został wyemitowany 11 marca 2007 roku, zaś do tej pory zrealizowano sześć edycji programu.
W programie występują wokaliści, którzy z odcinka na odcinek prezentują na żywo swoje interpretacje wybranych utworów muzycznych. Zwycięzcę wybierają telewidzowie w głosowaniu SMS-owym, zaś nagrodami dla laureata są: profesjonalne przygotowanie i wydanie albumu studyjnego, promocja wykonawcy na rynku muzycznym i/lub nagroda pieniężna.
Kolejne edycje programu wygrali: Birgit Õigemeel, Jana Kask, Ott Lepland, Liis Lemsalu, Rasmus Rändvee, Jüri Pootsmann i Uudo Sepp.

## Zasady programu
W pierwszym etapie programu, tzw. przesłuchaniach, wszyscy uczestnicy występują przez komisją jurorską oceniającą ich możliwości wokalne oraz charyzmę sceniczną. Po zakwalifikowaniu się do odcinków na żywo, finaliści prezentują z odcinka na odcinek swoje interpretacje znanych utworów muzycznych. Zwycięzcę wybierają telewidzowie w głosowaniu SMS-owym. Nagrodą jest profesjonalne przygotowanie i wydanie albumu studyjnego oraz promocja wykonawcy na rynku muzycznym.

## Ekipa

### Prowadzący
| Prowadzący          | Sezony | Sezony | Sezony | Sezony | Sezony | Sezony | Sezony |
| Prowadzący          | 1      | 2      | 3      | 4      | 5      | 6      |        |
| ------------------- | ------ | ------ | ------ | ------ | ------ | ------ | ------ |
| Karl-Erik Taukar    |        |        |        |        |        | ●      |        |
| Karl-Andreas Kalmet |        |        |        |        | ●      |        |        |
| Henrik Kalmet       |        |        |        |        | ●      |        |        |
| Evelin Pang         |        |        |        | ●      |        |        |        |
| Hele Kõrve          |        |        |        | ●      |        |        |        |
| Tanel Padar         |        |        | ●      |        |        |        |        |
| Ithaka Maria Rahula |        |        | ●      |        |        |        |        |
| Ott Sepp            |        | ●      |        |        |        |        |        |
| Märt Avandi         |        | ●      |        |        |        |        |        |
| Jüri Nael           | ●      |        |        |        |        |        |        |
| Aigi Vahing         | ●      |        |        |        |        |        |        |

### Jurorzy
| Juror            | Sezony | Sezony | Sezony | Sezony | Sezony | Sezony | Sezony |
| Juror            | 1      | 2      | 3      | 4      | 5      | 6      |        |
| ---------------- | ------ | ------ | ------ | ------ | ------ | ------ | ------ |
| Rein Rannap      | ●      | ●      | ●      | ●      |        | ●      |        |
| Maarja-Liis Ilus |        |        |        | ●      | ●      | ●      |        |
| Tanel Padar      |        |        |        |        |        | ●      |        |
| Mart Sander      |        |        |        |        | ●      |        |        |
| Mihkel Raud      | ●      | ●      | ●      | ●      | ●      |        |        |
| Heidy Purga      | ●      | ●      | ●      |        |        |        |        |

## Edycje

### Pierwsza edycja
Emisja pierwszej edycji programu rozpoczęła się 11 marca 2007 roku na antenie TV3. Funkcję jurorów objęli: piosenkarz, gitarzysta, krytyk muzyczny i dziennikarz Mihkel Raud, kompozytor i pianista Rein Rannap oraz DJ i producentka telewizyjna Heidy Purga. Prowadzącymi program zostali: aktorka Aigi Vahing i choreograf Jüri Nael.
Pierwszą edycję wygrała Birgit Õigemeel, która w nagrodę otrzymała 100 tys. koron oraz możliwość podpisania kontraktu płytowego.

### Druga edycja
Emisja drugiej edycji programu rozpoczęła się 3 lutego 2008 roku na antenie TV3. Funkcję jurorów ponownie objęli Mihkel Raud, Rein Rannap oraz Heidy Purga. Prowadzącymi program zostali aktorzy komediowi Ott Sepp i Märt Avandi.
Drugą edycję wygrała Jana Kask, który w finale otrzymała 52,9% głosów telewidzów.

### Trzecia edycja
Jesienią 2008 roku TV3 poinformowała o przesunięciu terminu trzeciej edycji programu, tłumacząc swoją decyzję kryzysem ekonomicznym stacji. Emisja trzeciego sezonu talent-show rozpoczęła się 6 września 2009 roku na antenie TV3. Funkcję jurorów ponownie objęli Mihkel Raud i Rein Rannap, zaś na miejsce Heidy Purga trafiła piosenkarka Maarja-Liis Ilus. Prowadzącymi program został piosenkarz i gitarzysta Tanel Padar oraz piosenkarka Ithaka Maria Rahula.
Trzecią edycję wygrał Ott Lepland, który w nagrodę otrzymał możliwość podpisania kontraktu płytowego z wytwórnią Crunch Industry.

### Czwarta edycja
Emisja czwartej edycji programu rozpoczęła się 13 lutego 2011 roku na antenie TV3. Funkcję jurorów ponownie objęli Mihkel Raud, Rein Rannap i Maarja-Liis Ilus. Prowadzącymi program zostały aktorki i piosenkarki Hele Kõrve i Evelin Pang.
Czwartą edycję wygrała Liis Lemsalu, który w nagrodę otrzymała 10 tys. euro oraz możliwość podpisania kontraktu płytowego z wytwórnią Universal Music Baltics.
W czerwcu 2011 roku odbyła się specjalna trasa koncertowa Eesti superstaar – Live tuur z udziałem uczestników czwartej edycji programu.

### Piąta edycja
Emisja piątej edycji programu rozpoczęła się 9 września 2012 roku na antenie TV3. Funkcję jurorów ponownie objęli Mihkel Raud i Maarja-Liis Ilus, zaś na miejsce Reina Rannapa trafił piosenkarz i aktor Mart Sander. Prowadzącymi program zostali aktorzy Karl-Andreas Kalmet i Mihkel Kalmet.
Piątą edycję wygrał Rasmus Rändvee.

### Szósta edycja
Emisja szóstej edycji programu rozpoczęła się 15 lutego 2015 roku na antenie TV3. Funkcję jurorów objęli: Jarek Kasar, Tanel Padar, Maarja-Liis Ilus i Rein Rannap. Prowadzącym program został piosenkarz Karl-Erik Taukar.
Szóstą edycję wygrał Jüri Pootsmann.